# Sperrsechserl
Als Sperrsechserl bezeichnete man in der österreichisch-ungarischen Doppelmonarchie ein Entgelt, das man an den Hausbesorger entrichten musste, damit dieser einem zwischen 22 Uhr und 6 Uhr das Haustor öffnete. Zu dieser Zeit hatten die Bewohner einer Wohnung kein Anrecht auf einen Haustorschlüssel und waren somit meist auf den Hausbesorger angewiesen. Die Abhängigkeit vom Hausmeister war im Kaiserreich als ordnungspolitische Maßnahme angelegt, da rechtschaffene Bürger nach 22 Uhr zuhause sein sollten und somit die öffentliche Ordnung gewährleistet werden sollte. Zu dieser Zeit war das Versperren der Wohnhäuser auch in anderen europäischen Ländern üblich, in der Fuggerei in Augsburg gibt es diesen Brauch bis heute.
Neben einer Aufwandsentschädigung für den Hausbesorger bildete das Sperrsechserl eine Sanktion für Personen, die nach 22 Uhr noch auf den Straßen unterwegs waren. Der Name Sechserl rührt von dem üblichen Entgelt, das 20 Heller ausmachte und ursprünglich 6 Kreuzer entsprach. Erst 1922 wurde das Recht auf einen eigenen Hausschlüssel in der Hausbesorgerordnung als Bundesgesetz geregelt. Noch 1969 befand man es in Wien für nötig, die Höhe des Sperrsechserls per Verordnung auf 9 Schilling (für das Öffnen vor Mitternacht) bzw. 13 Schilling (für das Öffnen nach Mitternacht) festzulegen.